# Mieczysław Olesiak
Mieczysław Olesiak (ur. 10 grudnia 1954) – polski piłkarz, mistrz Polski w barwach Śląska Wrocław (1977), grający na pozycji bocznego pomocnika.

## Kariera sportowa
Był wychowankiem Ślęzy Wrocław, od 1975 grał w Śląsku Wrocław, z którym zdobył mistrzostwo Polski w 1977, wicemistrzostwo Polski w 1978, brązowy medal mistrzostw Polski w 1980, a także Puchar Polski w 1976. Łącznie we wrocławskim klubie zagrał w 148 spotkaniach, w tym w 117 ligowych, zdobywając 16 bramek, w tym 10 w lidze. Po sezonie 1979/1980 odszedł do Odry Opole, z którą w 1981 spadł do II ligi, w latach 1982-1985 był graczem II-ligowego Zagłębia Lubin. W trakcie sezonu 1984/1985 zakończonego awansem do I ligi wyjechał do Niemiec. Po powrocie do Polski w 1987 grał jeszcze w Polarze Wrocław i ponownie w Ślęzie.